# Школьний Валентин Васильович
Валентин Васильович Школьний (англ. Valentin Shkolny; 16 червня 1926, Деснянка, Чернігівська область) — український фотограф і журналіст. Видав 16 фотоальбомів про Україну («Десна», «Наодинці з тишею», «З Довженкових криниць», «Чернігів», «Карпати», «Полтава», «Ужгород» та ін.).

## Біографія і творча праця
Валентин Школьний народився 16 червня 1926 в селі Деснянка, Чернігівської області. Вчився в Дніпропетровській художній школі, Московському університеті (факультет журналістики). Працював журналістом у відомих українських та російських газетах.
З 1994 року проживає в Сіднеї, Австралія. З 1996 року кореспондент «Вільної думки».
Його фотографії Юрія Гагаріна знаходяться в Австралійському технічному музею. Фотографія Школьного видатної Австралійської музиканки Міріям Гайд була фіналістом у річному фотографічному портретному конкурсі ім. Сулмана. Ця фотографія тепер знаходиться в Державному галереї портретів в Канберрі. Остання велика праця — фотоальбом про Сідней.
Член Спілки українських образотворчих митців Австралії. Картини Школьного знаходяться в Державному музею Королівського військово-морського флоту Великої Британії

## Книги (фотоальбоми)
- 1978 — Острова в заливах, фоотоальбом — Мистецтво
- 1982 — Наедине с тишиной: Карпатский государственный заповедник: фотокнига — Київ: Мистецтво — 127 с.[8]
- 1983 — Ровно (українською та російською мовами)[9]
- 1983 — Хмельныцькый: фотоальбом — Київ: Мистецтво, 96 с.[10]
- 1984 — З Довженкових криниць: фотоальбом / Школьний В. В., Шевченко В. Ф. — Київ: Мистецтво — 128 с.
- 1987 — Времени неподвластно: фотоальбом — Київ: Мистецтво, 131 с.[11]
- 1988 — The Desna: Meeting the River of My Childhood (російський-англійський текст) — Київ — 256 с.
- 1990 — Чернігів, 1300 / Валентин Школьний, Наталя Кузнецова — Київ: Мистецтво — 200 с. ISBN 978-5-7715-0374-5[12]
- 2002 — Juxtapositions — an intimate portrait of Sydney, Longueville Books, 128 с. ISBN 1-920681-00-0 (англ.)[6]
- «Наодинці із тишею»[13][14]
- «Карпати»
- «Полтава»
- «Ужгород»